# Ronni Ancona
Ronni Ancona est une actrice britannique née le 4 juillet 1966 à Louth en Angleterre.

## Filmographie

### Cinéma
- 1999 : The Debt Collector : la sœur de Valerie
- 2004 : Stella Street : Tara, Madonna et Posh Spice
- 2004 : The Calcium Kid : Pat Connelly
- 2005 : Tournage dans un jardin anglais : Anita
- 2006 : Pénélope : Wanda
- 2010 : Huge : elle-même
- 2014 : The Trip to Italy : Donna
- 2015 : The Marriage of Reason and Squalor : Hen 3
- 2018 : Surviving Christmas with the Relatives : Vicky
- 2019 : The Devil Went Down to Islington : Mlle Spencer

### Télévision
- 1989 : The Staggering Stories of Ferdinand De Bargos
- 1994 : The Imaginatively Titled Punt and Dennis Show (3 épisodes)
- 1995 : What's Up, Doc? : Leticia Geek (1 épisode)
- 1995-1996 : Fist of Fun : plusieurs personnages (5 épisodes)
- 1997-2000 : Roger and the Rottentrolls : Rottentroll (5 épisodes)
- 2000-2003 : Big Impression : plusieurs personnages (27 épisodes)
- 2001 : The Sketch Show : plusieurs personnages (8 épisodes)
- 2003 : The Key : Maggie (3 épisodes)
- 2005 : Monkey Trousers : plusieurs personnages (5 épisodes)
- 2007 : Hotel Babylon : Theresa Evan (1 épisode)
- 2007 : Miss Marple : Amanda Dalrymple (1 épisode)
- 2007 : Ronni Ancona & Co. : plusieurs personnages (3 épisodes)
- 2009 : Hope Springs : Anne Marie Cameron (8 épisodes)
- 2009-2010 : Skins : Jenna Fitch (3 épisodes)
- 2011 : Inspecteur Barnaby : Kitty Pottinger (1 épisode)
- 2011 : Pet Squad (52 épisodes)
- 2012-2020 : Last Tango in Halifax : Judith (15 épisodes)
- 2014 : The Trip : Donna (5 épisodes)
- 2016 : Doctors : Alicia Largo (1 épisode)